# محمد الصغير بابس
محمد الصغير باباس ( 10 مارس 1943 - 7 مارس 2017، الجزائر العاصمة)، يعتبر من أبرز إطارات الإدارة الجزائرية، تقلد سابقا منصب وزير الصحة والسكان كما شغل أيضا منصب مستشار برئاسة الجمهورية ورئيس المجلس الوطني الاقتصادي والاجتماعي. محمد الصغير باباس، مختص في العلوم السياسية والاقتصادية، ويملك مسيرة طويلة في الإدارة العمومية في أعلى مستوياتها.

## نشأته
محمد الصغير من مواليد 10 مارس 1943.

## مساره المهني
تقلد عدة مناصب في الإدارة العمومية في أعلى مستوياتها في وزارة الداخلية، كتابة الدولة للموارد المائية، وزارة الصحة (الضمان الاجتماعي)، كتابة الدولة للشؤون الاجتماعية، ثمّ رئيس مجلس إدارة مجمع قطاع الخدمات، قبل تعيينه في منصب مندوب الإصلاحات الاقتصادية لدى رئيس الحكومة.

## وظائفه
شغل عدّة وظائف حكومية، بصفته وزيرا للصحة والسكان في حكومتين متعاقبتين، وفي وقت لاحق كان مستشارا لدى رئيس الجمهورية، قبل أن يعيّن رئيسا للمجلس الوطني الاقتصادي والاجتماعي، المنصب الذي شغله حتى وفاته.
يعتبر أيضا محمد الصغير بابس عضو مجموعة الشخصيات البارزة، التي أنشأت من قبل رؤساء الدول الإفريقية، من أجل إدارة الآلية الإفريقية للتقييم من قبل النظراء، وهذا خلال عهدتين (في الأخيرة شغل منصب الرئيس)، وهي آلية مخصصّة لأنظمة الحوكمة في إفريقيا.

## المسار الاكاديمي
على الصعيد الأكاديمي، قام بالتدريس في جامعة لافال كيبك بكندا، و كذلك في جامعة مونتريال، وفي نفس الوقت شغل مهام باحث ملحق بقسم اقتصاد الصحة، وخبير استشاري لدى المعهد الوطني للصحة العمومية ومعهد البيئة والطاقة، التابعين للمنظمة الدولية للفرانكفونية.

## وفاته
توفي يوم الثلاثاء 7 مارس 2017، بمستشفى عين النعجة العسكري بالجزائر العاصمة إثر مرض عضال.